# The Heart of Justice
The Heart of Justice, is een Amerikaanse televisiefilm uit 1992 met in de hoofdrollen Eric Stoltz, Jennifer Connelly en Dermot Mulroney. Het was de laatste acteerrol van Vincent Price voor zijn dood in 1993.

## Synopsis
Als de rijke Elliot Burgess op klaarlichte dag de succesvolle schrijver Austin Blair doodschiet en daarna de hand aan zichzelf slaat, wil iedereen weten waarom. De jonge ambitieuze journalist David Leader gaat op onderzoek uit en raakt al snel gefascineerd door Emma, de zus van de schutter. Het verhaal lijkt hem in de schoot te worden geworpen als hij het persoonlijke, op band ingesproken verhaal van Elliot in handen krijgt. Terwijl Leader dichter bij het diepste geheim van deze familie lijkt te komen, voelt hij zich ook steeds meer aangetrokken tot de mysterieuze Emma. Dan blijkt het moeilijk om objectief te blijven...

## Rolverdeling
| Acteur            | Personage         |
| ----------------- | ----------------- |
| Eric Stoltz       | David Leader      |
| Jennifer Connelly | Emma Burgess      |
| Dermot Mulroney   | Elliot Burgess    |
| Dennis Hopper     | Austin Blair      |
| William H. Macy   | Booth             |
| Harris Yulin      | Keneally          |
| Paul Teschke      | Alex              |
| Vincent Price     | Reggie Shaw       |
| Bradford Dillman  | Mr. Burgess       |
| Joanna Miles      | Mrs. Burgess      |
| Katherine LaNasa  | Hannah            |
| Keith Reddin      | Simon             |
| John Capodice     | Rechercheur Harte |
| Arthur Eckdahl    | George            |